# Саликова, Елена Константиновна
Елена Константиновна Саликова (1920—1943) — советская лётчица, штурман 46-го гвардейского ночного легкобомбардировочного авиаполка, участница Великой Отечественной войны, гвардии сержант.

## Биография
Лена Саликова родилась в 1920 году в посёлке Идрица Себежского уезда Витебской губернии (ныне в Себежском районе, Псковская область).
В 1942 году была призвана райвоенкоматом Молотовской области. Была направлена на Кавказ в техническую авиационную школу. По её окончании получила специальность моториста. В декабре 1942 года всех распределили по воинским частям, а отличников учёбы в качестве награды отправили на фронт. Лена Саликова вместе с Таней Костиной, Лидой Лошмановой и Галиной Беспаловой попала в 588-й женский авиаполк под командованием Евдокии Бершанской.
Прибыв в полк, Лена начала заниматься в группе подготовки штурманов. Участвовала в битве за освобождении Кубани, Крыма, наносила бомбовые удары по военным объектам врага. В январе 1943 года в составе полка участвовала в прорыве оборонительных линий противника на реке Терек и в наступательных операциях наземных войск в районе Ставрополя и долины реки Кубань.
8 февраля 1943 года полку приказом Верховного Главнокомандования ночной легкобомбардировочный авиационный полк был переименован в Гвардейский ночных бомбардировщиков авиационный полк.
Начиная с марта 1943 года личный состав полка принимал участие в наступательных операциях по прорыву оборонительной линии противника «Голубая линия» на Таманском полуострове. Сдав экзамены на штурмана, Лена была зачислена в экипаж Евгении Крутовой. Вместе с ней они решили: «Если подобьют и не перетянем к своим, будем пикировать в гущу врагов».
С мая 1943 года полк базировался на станице Ивановская. Оттуда в ночь с 31 июля на 1 августа и вылетел на боевое задание в составе эскадрильи Татьяны Макаровой экипаж Крутовой—Саликовой.
В злополучную ночь на 1 августа противник впервые применил новую тактику. Мы ничего не знали об этом, и экипажи вылетели на боевое задание с обычным интервалом в три — пять минут. Эскадрилья лейтенанта Татьяны Макаровой поднялась первой…
…Уже на подходе к цели мне бросилась в глаза странная работа вражеских прожекторов: они то включались, то выключались, а зенитного огня почему-то не было. Тишина становилась зловещей. Казалось, она сгущается, как сгущалась тьма непроглядной ночи.
«Может, первые экипажи ещё не дошли до цели?» — подумала я. Но тут впереди, прямо по курсу, в лучах прожекторов показался У-2. Судя по времени; это был самолёт командира звена Евгении Крутовой. Её экипаж вылетел третьим. Штурман Лена Саликова сбросила САБ. Яркий факел повис в воздухе на маленьком парашюте и осветил местность. Стало светло. Мгновенно один за другим; включились прожекторы противника и стали шарить по небу. Один из них, самый яркий и широкий, схватил машину Жени Крутовой, остальные прожекторы присоединились к нему. Мы ждали, что вот-вот, как обычно, заговорят зенитки. Но они упорно молчали. Маленький самолёт метался в лучах прожекторов. Женя Крутова, отличный лётчик, пыталась вырваться из цепких щупалец, но лучи упорно держали машину. И вдруг гнетущую тишину разорвали очереди скорострельных авиационных пушек. К самолёту Крутовой откуда-то из темноты протянулись светящиеся цепочки снарядов. Подлетевший вплотную фашистский истребитель хладнокровно бил короткими очередями, в упор расстреливая беспомощный У-2.
Это и была новая тактика врага. Жертвами её стали наши подруги, вылетевшие первыми на задание. Ценой своей жизни они дали возможность тем, кто летел следом, принять за несколько драгоценных минут срочные контрмеры.

Загорелась правая плоскость машины Жени Крутовой — самолёт начал быстро падать. Но, даже падая, Женя все ещё вела борьбу. Ей удалось сбить пламя и ввести самолёт в скольжение. Однако огонь подбирался все ближе к мотору. Перед самой землёй из штурманской кабины вылетела красная ракета. В ту же минуту У-2 огромным пылающим факелом врезался в землю…
…Вражеские прожекторы погасли. Только самолёт Жени Крутовой и Лены Саликовой ярко полыхал на земле… (Чечнева М. П. «Небо остаётся нашим»)

Долгое время о судьбе девушек точно ничего не знали. Лишь после войны комиссар полка Евдокие Яковлевне Рачкевич удалось найти свидетельницу того ночного боя. Ею оказалась Надежда Герасимовна Кузнецова, которая в детстве жила на Кубани. Она рассказала, что видела как горел упавший самолёт. Спустя некоторое время они с сестрой пробрались к месту катастрофы.
Самолёт был сильно исковеркан. Рядом лежали две мёртвые девушки в летных комбинезонах. Одна высокая, широкая в плечах, черноволосая. Другая — небольшая, хрупкая, блондинка. Шлемы и ремни с пистолетами были с них уже сняты, вероятно гитлеровцами.
Надя прокралась в полусгоревшее село. Вернулась с лопатой и куском материи. Девочки перенесли летчиц в неглубокий окоп, который был поблизости, накрыли им лица и быстро закопали…

Когда Евдокия Яковлевна разложила на столе фотографии летчиц и штурманов, погибших в ту ночь, Надежда Герасимовна Кузнецова без колебаний указала на снимок Жени Крутовой и сказала, что это одна из двух девушек, которых она с сестрой схоронила в поле за селом. (М. Чечнева)
Позже останки лётчиц были перезахоронены в братской могиле на площади в селе Русское.